# Яколиш, Марин
Ма́рин Я́колиш (хорв. Marin Jakoliš; родился 26 декабря 1996 года, Хорватия) — хорватский футболист, вингер клуба «Макартур»

## Клубная карьера

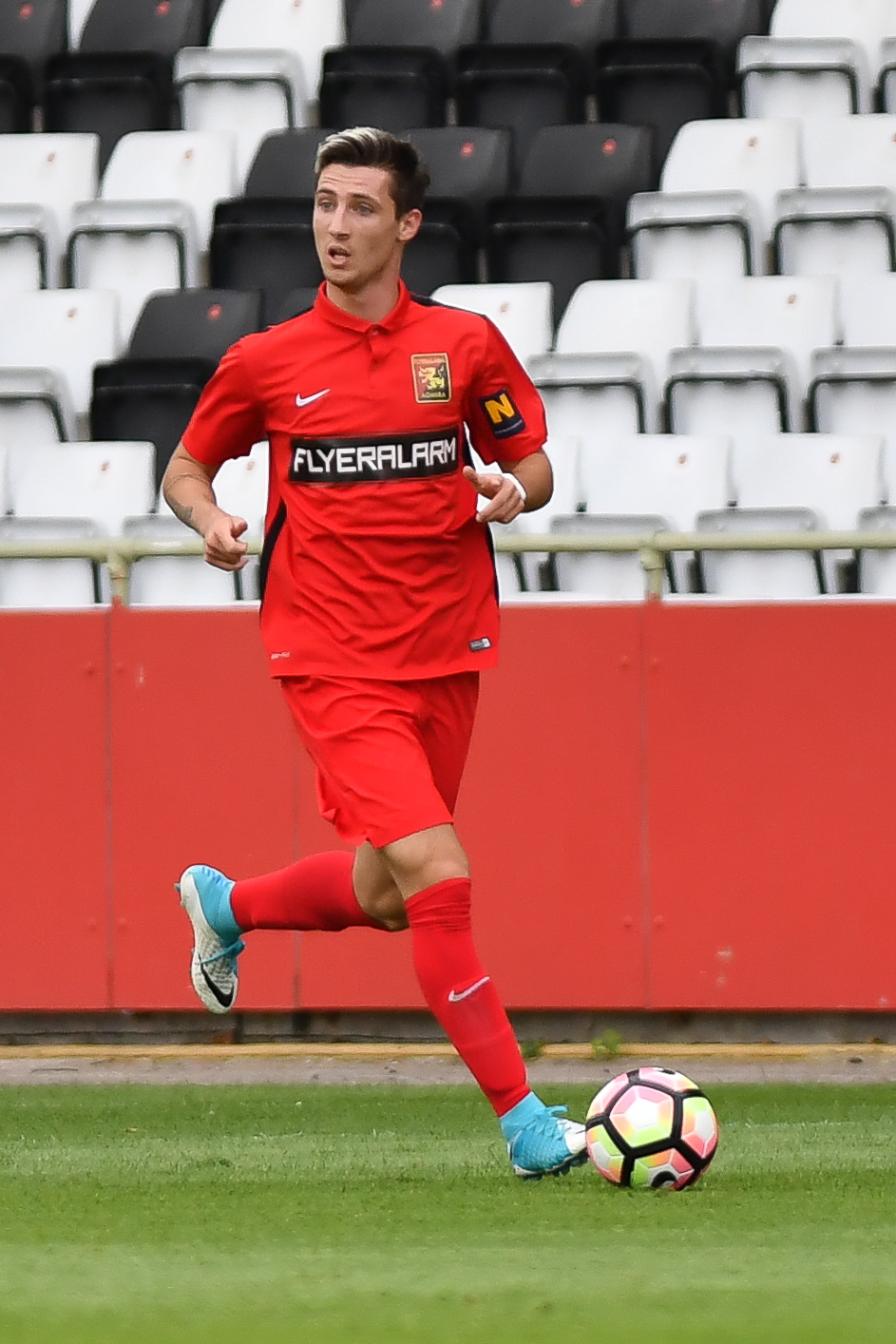
Яколиш в составе «Адмира Ваккер Мёдлинг»

Яколиш — воспитанник клуба «Шибеник». 23 марта 2013 года в матче против «Поморач 1921» он дебютировал во Втором дивизионе Хорватии. Летом того же года Марин перешёл в бельгийский «Мускрон-Перювельз». 17 января 2015 года в матче против «Гента» он дебютировал в Жюпиле лиге. В начале 2016 года в поисках игровой практики Яколиш присоединился к «Виртону». 6 февраля в матче против «Дейнзе» он дебютировал во второй дивизионе Бельгии. 19 марта в поединке против «Серкль Брюгге» Марин забил свой первый гол за «Виртон».
Летом 2016 года Яколиш перешёл в «Руселаре». 20 августа в матче против «Ауд-Хеверле Лёвен» он дебютировал за новую команду. 28 января 2017 года в поединке против «Серкль Брюгге» Марин забил свой первый гол за «Руселаре».
Летом 2017 года Яколиш подписал контракт с австрийским «Адмира Ваккер Мёдлинг». 22 июля в матче против ЛАСКа он дебютировал в австрийской Бундеслиге. 13 августа в поединке против венского «Рапида» Марин забил свой первый гол за «Адмиру Ваккер Мёдлинг».

## Международная карьера
В 2019 году в составе молодёжной сборной Хорватии Яколиш принял участие в молодёжном чемпионате Европы в Италии. На турнире он сыграл в матчах против команд Франции и Румынии.